# Artzenheim
Artzenheim (deutsch Arzenheim, elsässisch Aarze, IPA: [ɑːrtsə]) ist eine französische Gemeinde mit 859 Einwohnern (Stand 1. Januar 2022) im Département Haut-Rhin in der Region Grand Est (bis 2015 Elsass). Sie gehört zum Arrondissement Colmar-Ribeauvillé und zum Gemeindeverband Communauté de communes Alsace Rhin Brisach. Die Bewohner werden Artzenheimois und Artzenheimoises genannt.

## Geographie
Artzenheim liegt im Nordosten des Départements Haut-Rhin am Ufer des Rheins, 17 Kilometer von Colmar entfernt. Am Westrand des Ortes verläuft der Rhein-Rhône-Kanal.

## Geschichte
In der Flur „Ziegelofen“ fand man 1937 eine alamannische Grabstätte.
Der Ort wurde im Jahr 670 zum ersten Mal im Zusammenhang mit einer Schenkung des Herzogs Echiton an das Kloster von Ebersmünster erwähnt. Dieses Kloster hatte auch die Gerichtsbarkeit inne.
Von 1871 bis zum Ende des Ersten Weltkrieges gehörte Arzenheim als Teil des Reichslandes Elsaß-Lothringen zum Deutschen Reich und war dem Kreis Colmar im Bezirk Oberelsaß zugeordnet. Die Einwohner Artzenheims wurden zu Beginn des Zweiten Weltkrieges evakuiert, die Rückkehr erfolgte im Herbst 1940 nach der französischen Kapitulation. Im Frühjahr 1945 kam es zur Befreiung von der deutschen Besatzung.

## Bevölkerungsentwicklung
| Jahr                      | 1962 | 1968 | 1975 | 1982 | 1990 | 1999 | 2006 | 2014 | 2020 |
| ------------------------- | ---- | ---- | ---- | ---- | ---- | ---- | ---- | ---- | ---- |
| Einwohner                 | 423  | 448  | 485  | 557  | 607  | 618  | 755  | 822  | 864  |
| Quellen:Cassini und INSEE |      |      |      |      |      |      |      |      |      |

## Wappen
Wappenbeschreibung: In Rot eine silberne Muschel.

## Sehenswürdigkeiten
Die katholische Kirche Saint-Jacques stammt aus dem Jahr 1851

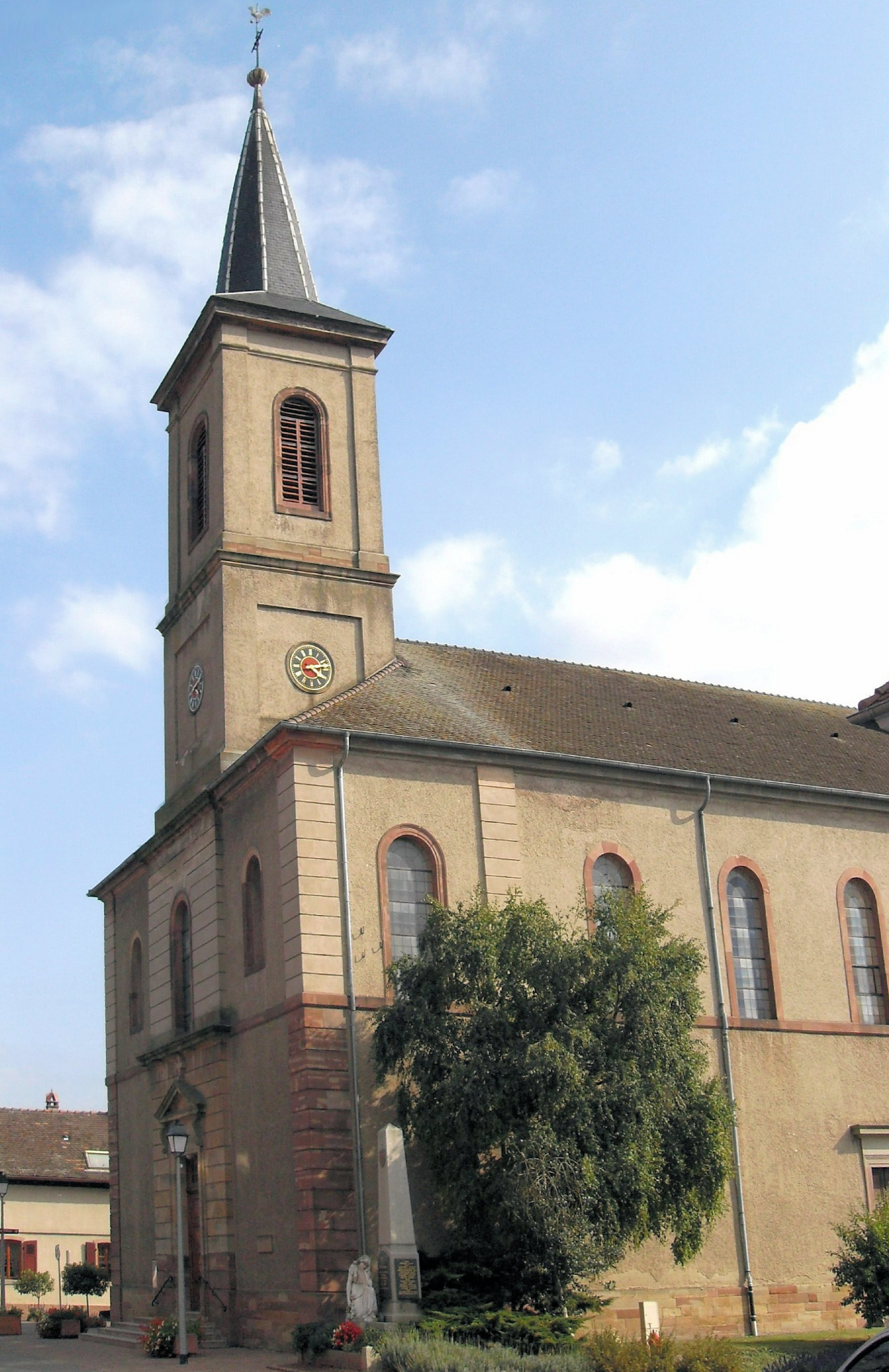
Kirche Saint-Jacques

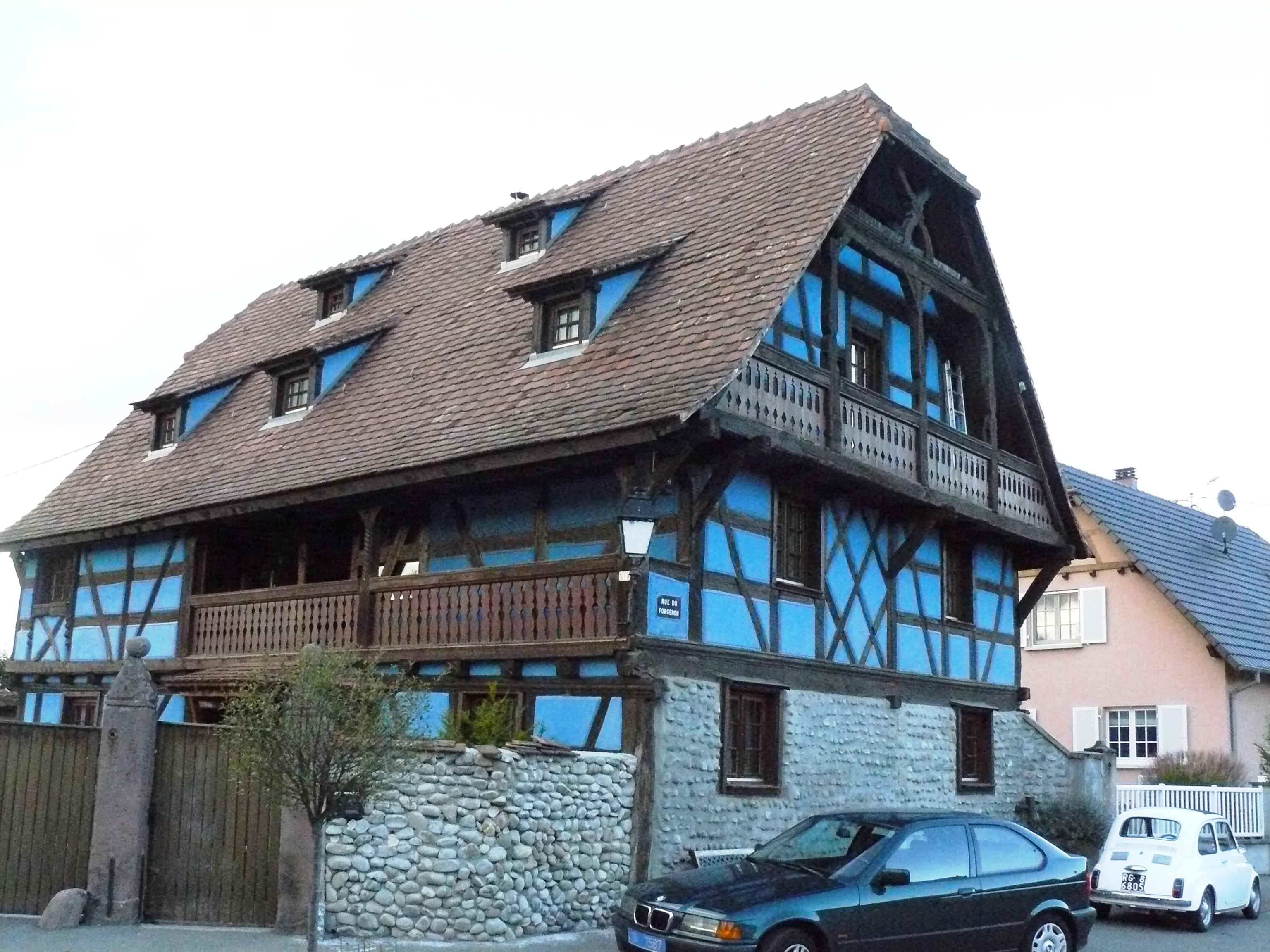
Fachwerkhaus aus dem 18. Jahrhundert in Artzenheim